# Harry van der Laan (football)
Pour les articles homonymes, voir Harry van der Laan et van der Laan.
Harry van der Laan (né le 24 février 1964 à Gouda aux Pays-Bas) est un joueur de football néerlandais.
Il fait ses débuts professionnels lors de la saison 1988-1989 avec l'équipe du FC Den Haag. Il évolue ensuite dans les clubs du Feyenoord Rotterdam, ADO Den Haag, Dordrecht'90, Cambuur Leeuwarden, FC Den Bosch, et à la Viterbese.